# 北海道道491号芭露停車場線

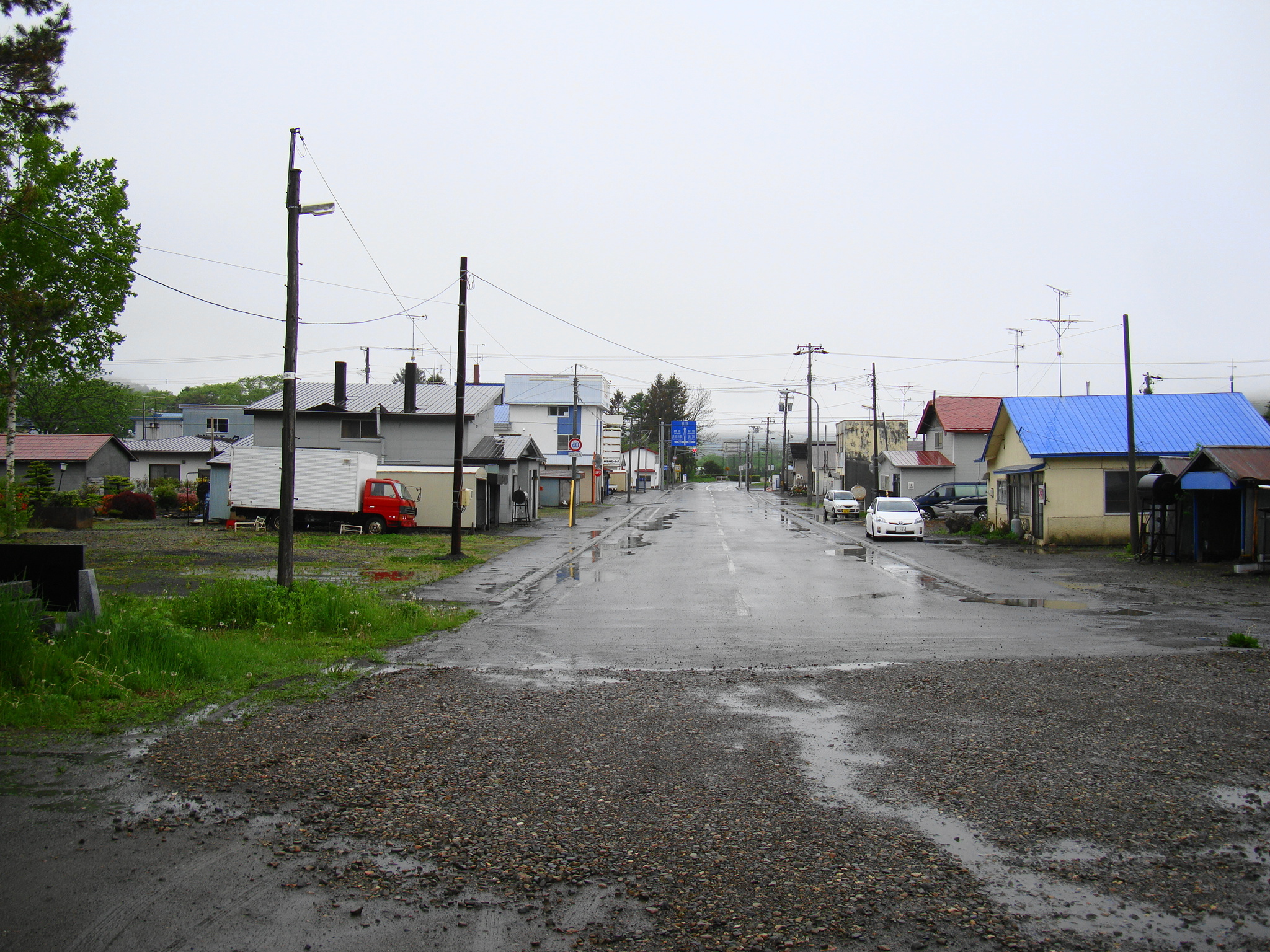
起点より全景 先の交差点が終点

北海道道491号芭露停車場線（ほっかいどうどう491ごう ばろうていしゃじょうせん）は、北海道紋別郡湧別町内を結ぶ一般道道（北海道道）である。

## 概要

### 路線データ
- 起点：北海道紋別郡湧別町字芭露（旧国鉄 湧網線 芭露駅跡）
- 終点：北海道紋別郡湧別町字芭露（国道238号・北海道道244号遠軽芭露線交点）
- 総延長：0.160 km
- 実延長：0.149 km
- 重用延長：0.011 km

### 道路管理者
- オホーツク総合振興局 網走建設管理部 遠軽出張所

## 歴史
- 1965年（昭和40年）3月26日 - 路線認定[1]。
- 1987年（昭和62年）3月20日 - 湧網線の廃線に伴い、芭露駅は廃駅となる。

## 地理

### 通過する自治体
- オホーツク総合振興局
  - 紋別郡湧別町

### 交差する道路
湧別町
- 国道238号 - 字芭露（終点）
- 北海道道244号遠軽芭露線 - 字芭露（終点）